# Ceratostylis graminea
Ceratostylis graminea är en orkidéart som beskrevs av Carl Ludwig von Blume. Ceratostylis graminea ingår i släktet Ceratostylis och familjen orkidéer. Inga underarter finns listade i Catalogue of Life.